# Mömbris
Mömbris este o comună aflată în districtul Aschaffenburg, landul Bavaria, Germania.

## Primari
- Georg Grünewald (1876-1910)
- August Grünewald (1911-1938)
- Gottfried van Treek (1939-1945)
- Anton Volk (1945)
- Leopold Wissel (1945-1951)
- Anton Reising (CSU) (1951-1986)
- Michael Schneemeier (SPD) (1986-1998)
- Reinhold Glaser (CSU) (1998-2008)
- Felix Wissel (independent) (din 2008)